# Jessica May (Fußballspielerin)
Jessica May (* 2. Dezember 1999 in Ezelsdorf) ist eine ehemalige deutsche Fußballspielerin.

## Karriere

### Vereine
Aus der B-Jugendmannschaft des 1. FC Nürnberg hervorgegangen, mit dieser von 2013 bis 2016 in 44 Punktspielen in der Staffel Süd der B-Juniorinnen-Bundesliga zum Einsatz gekommen, rückte May im Alter von 15 Jahren in die erste Mannschaft auf, für die sie in der drittklassigen Regionalliga Süd am 8. November 2015 (9. Spieltag) beim 3:0-Sieg im Heimspiel gegen den FV Löchgau mit Einwechslung für Katharina Eisen in der 46. Minute ihr Ligadebüt im Seniorinnenbereich gab. Ihr Pflichtspieldebüt erfolgte bereits am 23. August 2015 bei der 1:4-Niederlage im Erstrundenspiel des DFB-Pokalwettbewerbs beim baden-württembergischen Fünftligisten SV Hegnach mit Einwechslung in der 68. Minute für Helena Sinke.
Zur Saison 2016/17 wechselte sie ablösefrei zur zweiten Mannschaft des 1. FFC Frankfurt und kam in der Gruppe Süd der seinerzeit zweigleisigen 2. Bundesliga bis zum Saisonende 2017/18 in 40 Punktspielen zum Einsatz. In ihren 19 Punktspielen 2017/18 gelangen ihr am 19. November 2017 (8. Spieltag) beim 4:2-Sieg im Auswärtsspiel gegen den 1. FC Saarbrücken mit dem Treffer zum 2:0 in der 49. Minute und am 21. Februar 2018 (10. Spieltag) beim 6:1-Sieg im Heimspiel gegen den TSV Schott Mainz mit dem Treffer zum Endstand in der 75. Minute ihren ersten beiden Tore im Seniorinnenbereich.
Zur Saison 2018/19 nach Nürnberg zurückgekehrt, bestritt sie bis zum Saisonende 2020/21 47 Punktspiele in der Regionalliga Süd, in denen sie sechs Tore erzielte. Als Sieger aus der Gruppe 2 hervorgegangen, stieg sie mit ihrer Mannschaft, die den besten Quotienten aufwies, in die 2. Bundesliga auf. In dieser Spielklasse kam sie in allen 26 Saisonspielen zum Einsatz, wie auch in der Folgesaison, in der ihr ebenfalls ein Saisontor gelang. Auf Platz 2 die Saison beendet, stieg sie mit ihrer Mannschaft in die Bundesliga auf, das zweite Mal des Vereins nach 1999. Mit Ablauf der Saison 2023/24 beendete sie ihre Fußballkarriere, um fortan als Grundschullehrerin zu arbeiten.

### Auswahl-/Nationalmannschaft
May kam in insgesamt acht Spielen im Turnier um den DFB-Länderpokal an der Sportschule Wedau in Duisburg zum Einsatz; zunächst als Spielerin der U18-Auswahlmannschaft des Bayerischen Fußball-Verbandes im Oktober 2015, dann als Spielerin der U18-Auswahlmannschaft des Hessischen Fußball-Verbandes im Oktober 2016.
Zwischen den beiden Turnier-Abstellungen, debütierte sie als Nationalspielerin in der U17-Nationalmannschaft, die am 28. Januar 2016 in Salou das in Freundschaft ausgetragene Länderspiel gegen die U17-Nationalmannschaft Frankreichs mit 1:1 beendete; sie wurde in der 15. Minute für Fatma Şakar eingewechselt. Mit der Nachwuchsnationalmannschaft dieser Altersklasse nahm sie an der vom 4. bis 16. Mai 2016 in Belarus ausgetragenen Europameisterschaft teil. Ihr einziges Turnierspiel bestritt sie am 10. Mai 2016 beim 4:0-Sieg über die U17-Nationalmannschaft Tschechiens im letzten Spiel der Gruppe B, damit hatte sie Anteil am späteren Titelgewinn.

## Erfolge
Nationalmannschaft
- U17-Europameister 2016

1. FC Nürnberg
- Aufstieg Bundesliga 2023
- Aufstieg 2. Bundesliga 2021